# Camel case
Camel case (camelCase или CamelCase) је начин писања сложених речи или фраза тако да свака реч или скраћеница у средини фразе почиње великим словом, без размака или интерпункције између. Примери овог начина писања су "iPhone", "eBay", "DreamWorks" итд. Овакав начин писања често се користи у корисничким именима на интернету као што је "PetarPetrovic" и да би имена интернет домена била читљивија, на пример у рекламама.
Неки више воле Camel case са првим великим словом, док други не. Да би било јасније, наслов овог чланка написан на два различита начина: upper camel case (где је прво слово велико, начин такође познат и као Pascal case) и lower camel case (где је прво слово мало). Неки људи и организације, нарочито Мајкрософт, користе термин camel case само за lower camel case. Pascal case је назив само за upper camel case.
Camel case се разликује од Title Case, код којег се ставља велико слово код свих речи али се задржава размак између речи, као и од Tall Man lettering, који користи велика слова да истакне разлике између речи које изгледају слично као што су "граДити" и "граБити".
Име "Camel case" не треба мешати са "Camel book", што се односи на надимак популарне књиге Programming Perl (Програмирање у Перлу) због фотографије камиле на њеним корицама и која у примерима кода има идентификаторе са свим малим словима и доњим цртама између (ово се још зове и snake case).

## Употреба у програмирању
Коришћење средњих великих слова за идентификаторе препоручује се у смерницама за стилове писања кода код многих организација и софтверских пројеката. За неке програмске језике (као што су Паскал, Јава, итд.) ова пракса се препоручује од стране твораца језика или ауторативних приручника и стога постаје део "културе" језика. 
Смернице за стилове често разликују upper и lower camel case, обично наводећи која врста би требало да се користи за које одређене врсте података: променљиве, методе, процедуре, типови, итд. Ова правила понекад подржавају алати за статичку анализу који проверавају да ли се придржавало тога у изворном коду. Код објектно-оријентисаних програмских језика често се користи прво велико слово код назива класе.
Оригинална Мађарска нотација у програмирању, на пример, наводи да би код имена променљивих требало испред да се стави мало слово које означава "тип употребе", док би остатак имена требало да буде написано са upper camel case; тако нешто је облик lower camel case.

## Критике читљивости
Camel case је критикован како има негативан утицај на читљивост због уклањања размака између речи и великих почетних слова сваке речи.
Студија из 2009. године упоредила је snake case са camel case и установила да се идентификатори написани на camel case начин препознају са већом прецизношћу међу програмерима и онима који то нису, и да програмери који су већ навикли да пишу на тај начин успевају препознати те идентификаторе брже него оне написане на snake case начин.
Ипак, научници су покренули још једну студију 2010. године, истраживали су под истим условима али су користили побољшане методе за мерење и опрему за праћење очију те утврдили да "иако резултати не показују разлику у тачности између два стила, субјекти препознају идентификаторе написане са доњим цртама брже."